# Medalja dela
Medalja dela je bilo odlikovanje SFRJ, ki se je podeljevalo za zgledne uspehe pri delu in s tem pridobljene zasluge za napredek države v gospodarstvu in v drugih družbenih dejavnostih.

Medalja dela je bila med medaljami SFRJ po pomembnosti na tretjem mestu.